# 53. komunikacijska brigada (ZDA)
53. komunikacijska brigada (izvirno angleško 53rd Signal Brigade) je bila komunikacijska brigada Kopenske vojske Združenih držav Amerike.

## Odlikovanja
- Predsedniška omemba enote
- Predsedniška omemba enote